# تيو روبنسون
تيو روبنسون  (بالإنجليزية: Theo Robinson)‏ (22 يناير 1989 جامايكا) هو لاعب كرة قدم جامايكي يلعب كمهاجم.

## مسيرته الكروية
لعب تيو روبنسون خلال مسيرته الاحترافية مع 14 ناديًا في خمسة وعشرون موسمًا وسجل خلالها 113 هدف ضمن 437 مباراة. ولم يفز بأي موسم بالكأس أو بالدوري.
خاض تيو روبنسون مسيرته مع نادي واتفورد في موسم 2005–06 واستمر معه طيلة ثلاثة مواسم، مشاركًا في 5 مباريات ولم يسجل أي هدف. ثم انتقل إلى نادي ويلدستون لكرة القدم في موسم 2006–07 لمدة موسم واحد، حيث شارك في 10 مباريات سجل خلالها 13 هدفًا. لينتقل بعدها إلى نادي هيرفورد في موسم 2007–08 لمدة موسم واحد، مشاركًا في 43 مباراة سجل خلالها 13 هدفًا أيضًا. ثم انتقل إلى نادي ساوثيند يونايتد في موسم 2008–09 في المرة الأولى لمدة موسم واحد ثم في موسم 2016–17 ليلعب معه أربعة مواسم، مشاركًا طوالها في 91 مباراة سجل خلالها 18 هدفًا. هذا وانتقل لاحقًا إلى نادي هدرسفيلد تاون في موسم 2009–10 في المرة الأولى ولمدة موسمين ثم في موسم 2012–13 لمدة موسم واحد، مشاركًا طوالها في 44 مباراة سجل خلالها 13 هدفًا. ثم انتقل بعدها إلى نادي ديربي كاونتي في موسم 2010–11 واستمر معه طيلة ثلاثة مواسم، مشاركًا في 80 مباراة سجل خلالها 20 هدف. ليعود وينتقل من جديد، لكن هذه المرة إلى نادي دونكاستر روفرز في موسم 2013–14 ولمدة موسمين، مشاركًا في 63 مباراة سجل خلالها 9 أهداف. لينتقل بعدها إلى نادي سكونثورب يونايتد في موسم 2014–15 لمدة موسم واحد، مشاركًا في 8 مباريات سجل خلالها 3 أهداف. ثم لعب في نادي بورت فايل في موسم 2015–16 لمدة موسم واحد، مشاركًا في 14 مباراة سجل خلالها هدفين. ليعود ويرتحل عنه إلى نادي سويندون تاون في موسم 2018–19 لمدة موسم واحد، مشاركًا في 16 مباراة سجل خلالها 7 أهداف. ثم انتقل إلى نادي كولتشستر يونايتد في موسم 2019–20 لمدة موسم واحد، مشاركًا في 28 مباراة سجل خلالها 11 هدفًا.

## روابط خارجية
- تيو روبنسون على موقع قاعدة بيانات كرة القدم.إي يو (الإنجليزية)
- تيو روبنسون على موقع ناشيونال فوتبول تيمز (الإنجليزية)
- تيو روبنسون على موقع Soccerbase.com (لاعب) (الإنجليزية)
- تيو روبنسون على موقع Soccerway.com (الإنجليزية)
- تيو روبنسون على موقع عالم كرة القدم.نت (الإنجليزية)